# 君影草〜すずらん〜
「君影草〜すずらん〜」（きみかげそう すずらん）は、1999年4月21日に発売された川中美幸の43枚目のシングル。2006年4月26日には「二輪草」とのカップリング盤が発売された。

## 解説
「君影草（きみかげそう）」はスズランの別名である。
60万枚のヒットになった。
「すずらん」とサブタイトルがあるのは川中が出演した朝の連続テレビ小説『すずらん』を意識したものである。NHKとゆかりのある本楽曲で、同年の『第50回NHK紅白歌合戦』に出場した。
第41回日本レコード大賞で金賞を受賞した。

## 収録曲
1. 君影草〜すずらん〜（4分2秒）
作詞：水木かおる／作曲：弦哲也／編曲：南郷達也
2. 君影草〜すずらん〜（オリジナル・カラオケ）
3. 君影草〜すずらん〜（一般用メロ入りカラオケ）
4. 菊日和（4分21秒）
作詞：水木かおる／作曲：弦哲也／編曲：南郷達也
5. 菊日和（オリジナル・カラオケ）